# Goldmanella sarmentosa
Goldmanella sarmentosa là một loài thực vật có hoa trong họ Cúc. Loài này được (Greenm.) Greenm. mô tả khoa học đầu tiên năm 1908.